# Ugovor o dosmrtnom uzdržavanju
Ugovor o dosmrtnom uzdržavanju je ugovor kojim se obvezuje jedna strana (davatelj uzdržavanja) da će drugu stranu ili trećega (primatelja uzdržavanja) uzdržavati do njegove smrti, a druga se strana obvezuje da će mu za života prenijeti svu ili dio svoje imovine. Davatelj uzdržavanja stječe stvari ili prava koji su predmet ugovora o dosmrtnom uzdržavanju kad mu, na temelju toga ugovora, te stvari ili ta prava budu preneseni na zakonom predviđeni način stjecanja.
Osnovna razlika između ugovora o dosmrtnom uzdržavanju i ugovora o doživotnom uzdržavanju je ta što kod ugovora o dosmrtnom uzdržavanju davatelj uzdržavanja stječe imovinu još za života primatelja uzdržavanja, dok kod ugovora o doživotnom uzdržavanju nakon njegove smrti.

## Poveznice
- Ugovor o doživotnom uzdržavanju